# Marianne Ebner
Marianne Ebner (* 5. Mai 1920 in Giarmata, deutsch Jahrmarkt, Königreich Rumänien; † 20. Juni 2007 in Crailsheim) war eine banatschwäbische Heimat- und Mundartdichterin.

## Leben
Ohne akademische Bildung hat Marianne Ebner, in ihrem Banater Heimatort als Kaschpersch Mrijan bekannt, Bemerkenswertes als Mundartdichterin, Erzählerin und Pflegerin folkloristischer Traditionen (Sprüche und Szenetten für kirchliche und weltliche Bräuche) geleistet. 1945 wurde sie zur Zwangsarbeit in die Sowjetunion deportiert, konnte aber nach einem Jahr in die Heimat zurückkehren. 1983 wanderte sie mit ihrer Familie in die Bundesrepublik Deutschland aus und lebte fortan in Crailsheim. In Rumänien wurden Gedichte von Marianne Ebner in der Mundartbeilage Pipatsch der in Timișoara erschienenen Neuen Banater Zeitung und in Anthologien veröffentlicht. In Deutschland sind besonders ihre Mundartgedichte in den Zeitungen Banater Post (München), Der Donauschwabe (Aalen) und in der Zeitschrift Das Donautal Magazin (Sersheim) erschienen.

## Werke
- Fechsung –Lyrische Texte in banatschwäbischer Mundart. Anthologie mit sechs Gedichten von Marianne Ebner. Kriterion Verlag, Bukarest 1979.
- Stefan Teppert (Hrsg.): Die Erinnerung bleibt : Donauschwäbische Literatur seit 1945 – Eine Anthologie. Band 2: E – G. mit 11 Gedichten und einer Kindheitserinnerung in Prosa von Marianne Ebner. Hartmann Verlag, Sersheim 2000, ISBN 3-925921-25-7.
- Wann ich net schloofe kann … – Gedichte und Erzählungen. Hartmann Verlag, Sersheim 2013, ISBN 978-3-925921-88-9.